# Аполлоза
Аполлоза (італ. Apollosa) — муніципалітет в Італії, у регіоні Кампанія, провінція Беневенто.
Аполлоза розташована на відстані близько 210 км на південний схід від Рима, 50 км на північний схід від Неаполя, 8 км на південний захід від Беневенто.
Населення — 2675 осіб (2014).
Щорічний фестиваль відбувається 26 липня. Покровитель — S. Anna.

## Демографія
Населення за роками:

Станом на 1 січня 2023 року в муніципалітеті офіційно проживали 64 іноземці з 14 країн, серед них 18 громадян країн Євросоюзу та 12 громадян України.

## Сусідні муніципалітети
- Беневенто
- Камполі-дель-Монте-Табурно
- Кастельпото
- Чеппалоні
- Монтезаркьо
- Сан-Леучіо-дель-Санніо